# محمد بن عبد العزيز المطوع (قاضي)
محمد بن عبدالعزيز المطوع؛ هو قاضي ولد بعد ثمانية سنوات من سقوط الدولة السعودية الثانية وتم تعيينه قاضيًا خلال عهد الدولة السعودية السعودية الثالثة في عصر الملك عبدالعزيز والملك فيصل آل سعود.

## النسب
هو محمد بن عبدالعزيز بن عبدالله بن علي بن حمد ابن الشيخ عبدالله بن أحمد بن إسماعيل بن عقيل بن إبراهيم بن موسى بن محمد بن بكر بن عتيق بن جبر بن نبهان بن سرور بن زهري بن جراح الثوري السبيعي 
```
. من آل اسماعيل ثم من آل بكر ثم من آل زهري من بني ثور.
[
1
]
 فجده (عقيل بن إبراهيم) هو الذي ينسب إليه حي العقيلية في 
عنيزة
، فهو الذي أنشأ ذلك الحي فصار منزل عشيرته آل بكر التي منها آل خليف و آل إسماعيل، فكانت منازلهم في عنيزة، منطقة القصيم.
```

## الولادة والنشأة
ولد محمد بن عبدالعزيز المطوع في مدينة عنيزة، منطقة القصيم سنة 1317 هـ/ 1899 م و نشأ وتعلم فيها التوحيد والعقيدة والنحو، كما سافر إلى مدينة بريدة لتلقي العلم من علمائها.  لديه اثنان من الإخوه وهما عبدالله و عبدالرحمن، كما لديه اثنان من العمومة وهما محمد و علي. يذكر أن عمه محمد بن عبدالله بن علي المطوع قد قتل في معركة المليدي أو معركة المليداء والتي حدثت سنة 1308 هـ، 1891 م ما بين آل رشيد حكام حائل في ذلك الوقت و آل مهنا أبا الخيل أمير بريدة.

## التعليم
تعلم محمد بن عبدالعزيز المطوع على يد كل من :
1. عبدالله بن محمد المانع , درس عنده التوحيد والعقيدة .
2. سليمان بن عبدالرحمن العمري , قرأ عليه في كتب الردود و رسائل مشايخ نجد .
3. عمر بن محمد بن سليم .
4. صالح العثمان آل قاضي , قرأ عليه الحديث والفقه .
5. عبدالرحمن السعدي و درس عنده التوحيد والتفسير والحديث والفقه والنحو .
6. عثمان الصالح آل قاضي , قرأ عليه الفقه والنحو.
7. محمد بن عبدالعزيز بن مانع , قرأ عليه في المسجد الحرام عدة أشهر وذلك في إحدى حجاته . [3]

## التدريس
تعلم على يد محمد بن عبدالعزيز المطوع كل من : 
1. علي المحمد الزامل , مدرس في معهد عنيزة .
2. الشيخ محمد الصالح العثيمين مدرس في معهد عنيزة و إمام الجامع وخطيبه .
3. عبدالله العبدالرحمن البسام , مؤلف كتاب علماء نجد خلال ثمانية قرون و إمام للحرم المكي .
4. عبدالله العلي النعيم , أمين جامعة الرياض ثم أمين مدينة الرياض .
5. عبدالعزيز العلي النعيم , عضو مجلس الشورى .
6. محمد السليمان الشبل , مدير ثانوية العزيز بمكة المكرمة والشاعر المعروف .
7. عبدالله بن صالح الفالح , مدرس ثانوية في مكة المكرمة .

## العمل
- انتقل محمد بن عبدالعزيز المطوع إلى مدينة دبي و دولة عمان سنة 1362هـ و أصبح مدرسًا في مدرسة سالم بن صبيح بن حمود رئيس قبيلة السودان وأحد تجار دبي . ويقال أنه ولي القضاء هناك لفترة من الوقت . [5]
- عاد مرة أخرى إلى موطنه عنيزة و بدأ بتعليم صغار السن في مسجد الجامع بعنيزة . [6]
- عين مدرسًا في المدرسة العزيزية الابتدائية في عنيزة .
- عينه الملك عبدالعزيز بن عبدالرحمن آل سعود قاضيًا في المجمعة سنة 1371 هجري .
- عينه الملك سعود آل سعود قاضيًا في مدينة عنيزة سنة 1375 هـ . [7]
- عينه الملك سعود آل سعود قاضيًا في مدينة الدلم سنة 1379 هجري .

## الأثر
أوقف محمد بن عبدالعزيز المطوع مكتبته الخاصه للمسلمين أجمعين و لا زالت تعرض مكتبته الوقفية حتى الآن في مكتبة الإمام ابن القيم العامة في الرياض , عاصمة المملكة العربية السعودية .  ويمكن زيارة مكتبته الوقفيه والإستفادة منها.

## الوفاة
أصيب محمد بن عبدالعزيز المطوع بمرض ضغط الدم , سافر إلى لندن لتلقي العلاج لكن أدركته المنيه هناك و أوصى أن يدفن فيها إن كان هناك مقابر للمسلمين وبالفعل دفن فيها وكان هذا بتاريخ 1387/7/18 هجري والذي يوافق 1967/10/22 م.